# ビシャカパトナム化学工場事故
ビシャカパトナム化学工場事故は、2020年5月7日にインドのビシャーカパトナムにおいて、韓国LG化学の子会社LGポリマーズ・インディアの工場で発生したガス漏れ事故。

## 概要
2020年5月7日午前3時頃、インドのビシャーカパトナムにある韓国LG化学の子会社LGポリマーズ・インディアの工場で、スチレンを含む ガスが漏洩。少なくとも13人が死亡、1千人が病院に搬送された。工場は新型コロナウイルス感染症の流行によるロックダウンのため放置状態にあった。化学工場から漏れ出したスチレンを含む有害ガスは化学工場を中心として半径3キロメートル (1.9 mi)以上に渡って拡散されたといわれている。ヴェンカタプラム環状道路通り、パドマプラム、BCコロニー、ゴパラパトナム、カンパラパレムの5つの村は最も多くの被害を受けた。
LGポリマーズ･インディアを傘下に収める韓国LG化学（LG Chem）は「ガス漏れの状況は既に制御下にある。漏えいしたガスを吸引した被害者の迅速な治療のため、あらゆる方法を探っている」と発表。しかし5月8日未明、再度ガス漏れが発生する事態となり、避難対象区域が半径3キロメートルから半径5キロメートルに拡大された。

## 裁判
2020年7月7日、韓国人CEOをはじめとする会社の責任者12人がインドの警察により逮捕された。また、当局は工場を人口密集地域から他地域へ移転することを命令した。7月8日、韓国人CEOは有毒ガスの漏洩による過失致死の嫌疑で起訴された。

## 救済措置
200から250近くの世帯が化学工場から5キロ離れた場所に避難され、およそ300人が現地の病院に搬送された。アーンドラ・プラデーシュ州首相のイェドゥグリ・サンディンティ・ジャガンモハン・レディーは厚意として₹10,000,000の見舞金を遺族に支払うことを発表した。イェドゥグリは更に重傷を負った者には₹25,000、長期治療が必要となった者に₹100,000、そして事故により人工呼吸器が必要となった者に₹1,000,000の見舞金を給付することを発表した。